# Håposholmen
Håposholmen är en ö i Finland. Den ligger i Finska viken och i kommunen Lovisa i den ekonomiska regionen  Lovisa i landskapet Nyland, i den södra delen av landet. Ön ligger omkring 82 kilometer öster om Helsingfors.
Öns area är 0,7 hektar och dess största längd är 230 meter i sydöst-nordvästlig riktning.